# الأمير فرديناند دوق ألونسون
الأمير فرديناند دوق ألونسون (بالفرنسية: Ferdinand d'Orléans) (12 يوليو 1844 - 29 يونيو 1910) كان ابن الأمير لويس، دوق نيمور وفيكتوريا أميرة ساكس كوبورج وغوتا.